# Dekanat Mszczonów
Dekanat Mszczonów – jeden z 21 dekanatów diecezji łowickiej. 
W skład dekanatu wchodzą następujące parafie:
- Parafia św. Marcina w Chojnacie
- Parafia Podwyższenia Krzyża Świętego w Jeruzalu
- Parafia Matki Bożej Anielskiej w Korabiewicach
- Parafia św. Trójcy w Lutkówce
- Parafia św. Jana Chrzciciela w Mszczonowie
- Parafia św. Ojca Pio w Mszczonowie
- Parafia św. Stanisława BM w Osuchowie
- Parafia św. Kazimierza Królewicza w Radziejowicach
- Parafia św. Apostołów Piotra i Pawła w Skułach

Dziekan dekanatu Mszczonów
- ks. kan. dr  Adam Kostrzewa – proboszcz w parafii  św. Jana Chrzciciela w Mszczonowie i w parafii Matki Bożej Anielskiej w Korabiewicach

Wicedziekan
- ks. Henryk Andrzejewski – proboszcz w parafii św. Kazimierza Królewicza w Radziejowicach

Ojciec duchowny
- ks. kan. Waldemar Okurowski – emeryt w parafii św. Kazimierza Królewicza w Radziejowicach